# 伊藤美和子
伊藤 美和子（いとう　みわこ、1985年6月26日 - ）は、テレビ埼玉(TVS)の元レポーター。　身長：156cm、血液型はA型。
埼玉県上尾市出身。青山学院女子短期大学を卒業後、2006年4月一般企業に入社。
2012年3月会社を退職し、2012年4月インテリアコーディネーターの専門学校に入学した。
高校在籍時の2002年、2003年、『速報!甲子園への道』『高校野球ダイジェスト』（テレビ埼玉）埼玉県大会の高校生レポートを担当する。
夏の甲子園では、2002年の埼玉県代表浦和学院、2003年の埼玉県代表聖望学園のアルプスリポートをした。
また、2012年11月10日放送の　『出没!アド街ック天国』　（テレビ東京）でゲスト出演した。

## エピソード
高校生の時に出場した埼玉県陸上競技選手権大会100ｍ走で３位に入賞した経験がある。
短大卒業時に在京テレビ局や芸能プロダクションから数多くのオファーがあるものの、それらを全て断り一般企業に入社した。
幼少期の両親の躾で　『女の子は常に笑っていなさい』　と言われて過ごしてきたため、道ですれ違う清掃作業員にも微笑みかけることがある。

## 最近の出演番組
- 出没!アド街ック天国（2012年11月10日放送分）

## 過去の出演番組
学生時代
- 高校野球ダイジェスト（テレビ埼玉 2002年、2003年）
- 速報!甲子園への道（埼玉ローカルパート　2002年、2003年）